# I Didn’t Know What Time It Was
I Didn’t Know What Time It Was ist eine Komposition von Richard Rodgers, mit dem Text von Lorenz Hart  aus dem Jahr 1939.
Sie schrieben es für das Musical Too Many Girls. Der Song wurde dort von Richard Kollmar und Marcy Westcott erstmals gesungen.
In dem gleichnamigen Film von 1940 wurde es von Trudy Erwin (die damit der Schauspielerin  Lucille Ball ihre Stimme lieh) gesungen.  1957 wurde es in dem Film Pal Joey von Frank Sinatra gesungen.
Der Erfolg des Songs machte ihn bald auch zu einem Jazzstandard; er wurde von Ernestine Anderson, Tony Bennett, Betty Carter, Billie Holiday, Shirley Horn und Sarah Vaughan gesungen. Instrumentalversionen des Titels wurden von Count Basie, Art Blakey, Dave Brubeck, Roland Kirk, Sonny Clark, Chick Corea, Charlie Parker, Oscar Peterson, George Shearing und Lester Young eingespielt.

## Weblink
- I Didn't Know What Time It Was (1939) bei JazzStandards.com